# Zarcero (canton)
Pour le chef-lieu, voir Zarcero.
Zarcero est le nom d'un canton dans la province d'Alajuela au Costa Rica. Le chef-lieu du canton est la ville de Zarcero. L'ancien nom était dû à nommé ainsi en l'honneur du Colonel Juan Alfaro Ruíz, héros de la campagne de 1856.

## Composition
Le canton d'Zarcero est composé de sept districts :
| Code Inec | District  | Population (2000) | Densité (hab./km²) | Superficie |
| --------- | --------- | ----------------- | ------------------ | ---------- |
| 21101     | Zarcero   | 3 790             |                    |            |
| 21102     | Laguna    | 1 579             |                    |            |
| 21103     | Tapezco   | 1 040             |                    |            |
| 21104     | Guadalupe | 774               |                    |            |
| 21105     | Palmira   | 1 308             |                    |            |
| 21106     | Zapote    | 723               |                    |            |
| 21107     | Brisas    | 1 631             |                    |            |
|           | Zarcero   | 10 845            | 70                 | 155.13     |